# Bryum bicolor
Bryum bicolor ist ein diözisches, unauffälliges, aber relativ häufig vorkommendes Moos. Es wird im Deutschen auch „Zweifarbiges Birnmoos“  genannt, diese Bezeichnung teilt es allerdings mit Bryum barnesii.

## Vorkommen
Bryum bicolor ist ein konkurrenzschwaches Pioniermoos, welches an vielen Standorten vorkommen und diese schnell neu besiedeln kann. Es bevorzugt lichtreiche, frische bis feuchte, basenreiche, kalkhaltige, offene Standorte mit sandig-lehmigen, oder tonigen Böden. Es besiedelt Ruderalflächen, Erdaufschüttungen, an Böschungen, in Gartenbeeten, auf Stoppeläckern, in Blumentöpfen, in Kies- und Tongruben, offenerdigen Stellen auf Wiesen, Weiden, Trockenrasen und in Fugen von Mauern. Es wächst oft zusammen mit Bryum argenteum, Bryum barnesii, Bryum rubens, Barbula unguiculata, Barbula convoluta, Didymodon fallax und Phascum cuspidatum. In Europa ist es weit verbreitet. Im Norden dringt es bis nach Skandinavien und Island vor, im Süden bis in Teile Afrikas, im Osten bis nach Russland. Sein natürliches Vorkommen ist wohl entlang von Flussufern und in oft überfluteten Stromtälern.

## Erkennungsmerkmale
Bryum bicolor wächst in lockeren bis dichten 1,5 cm hohen Rasen. Es bildet gelblich braune Rhizoide aus. Seine hohlen Blätter sind trocken anliegend, feucht dagegen aufrecht abstehend. Sie sind eiförmig lanzettlich geformt und verlaufen allmählich in eine längere Spitze. Die Blattrippe endet meist in der Blattspitze und tritt nur selten aus. Die Laminazellen sind in der Blattmitte verlängert sechseckig, 10 bis 18 µm breit und 40 bis 80 µm lang. Der Blattrand ist als Saum von 2 bis 3 Reihen langgestreckter sechseckiger Zellen ausgebildet. Das Moos bildet an der Spitze der Stämmchen eiförmige Brutkörper, die 200 bis 480 µm lang sind. Die Blattprimordien der Brutkörper befinden sich nur in der oberen Hälfte. Die rötlich gefärbte Seta wird 1,5 cm lang und trägt rot gefärbte, hängend eiförmige Kapseln, die plötzlich in die Seta verschmälert sind. Es besteht Verwechslungsgefahr mit dem sehr ähnlichen Bryum barnesii, welches jedoch mehrere statt nur 1 bis 2 Paare von Brutkörpern in den Blattachseln ausbildet.